# Liza
Liza je žensko osebno ime.

## Izvor imena
Ime Liza je skrajšana oblika imena Elizabeta.

## Različice imena
Lisa, Lise, Liselota, Liselote, Lizabeta, Lizelota, Lizelote, Lizika

## Pogostost imena
Po podatkih Statističnega urada Republike Slovenije je bilo na dan 31. decembra 2007 v Sloveniji število ženskih oseb z imenom Liza: 291.

## Osebni praznik
V koledarju je ime Liza skupaj z Elizabeto; god praznuje 5. novembra ali pa 17. novembra.